# تالاديغا
تالاديغا (بالإنجليزية: Talladega)‏ هي مدينة أمريكية تقع في ولاية ألاباما.تبلغ مساحة هذه المدينة 62 (كم²)،ويبلغ عدد سكانها 16735 نسمة حسب إحصاء سنة 2010 م.تشير الإحصاءات بأن الكثافة السكانية في هذه المدينة تقدر بـ(244.2) نسمة/كم2.

## التركيبة السكانية
حدّد مكتب تعداد الولايات المتحدة بيانات التركيبة السكانية لتالاديغا في تعداد الولايات المتحدة. في ما يلي، التركيبة السكانية حسب تعدادي 2000 و2010.

### تعداد عام 2000
بلغ عدد سكان تالاديغا 15,143 نسمة بحسب تعداد عام 2000، وبلغ عدد الأسر 5,836 أسرة وعدد العائلات 3,960 عائلة مقيمة في المدينة. في حين سجلت الكثافة السكانية 228.5 نسمة لكل كيلومتر مربع (591.8/ميل2). وبلغ عدد الوحدات السكنية 6,457 وحدة بمتوسط كثافة قدره 97.4 لكل كيلومتر مربع (252.3/ميل2).
وتوزع التركيب العرقي للمدينة بنسبة 56.15% من البيض و42.28% من الأمريكيين الأفارقة و0.18% من الأمريكيين الأصليين و0.30% من الأمريكيين ذوي الأصول الآسيوية و0.02% من سكان جزر المحيط الهادئ و0.37% من الأعراق الأخرى و0.70% من عرقين مختلطين أو أكثر و0.90% من الهسبانيون أو اللاتينيون من أي عرق.
بلغ عدد الأسر 5,836 أسرة كانت نسبة 35.3% منها لديها أطفال تحت سن الثامنة عشر تعيش معهم، وبلغت نسبة الأزواج القاطنين مع بعضهم البعض 43.7% من أصل المجموع الكلي للأسر، ونسبة 19.7% من الأسر كان لديها معيلات من الإناث دون وجود شريك، بينما كانت نسبة 4.5% من الأسر لديها معيلون من الذكور دون وجود شريكة وكانت نسبة 32.1% من غير العائلات. تألفت نسبة 29.5% من أصل جميع الأسر من عدة أفراد يعيشون في نفس المنزل ونسبة 13.2% كانت تتألف من شخص يعيش بمفرده يبلغ من العمر 65 عاماً أو أكثر. وبلغ متوسط حجم الأسرة المعيشية 2.42، أما متوسط حجم العائلات فبلغ 2.97.
بلغ العمر الوسطي للسكان 36.7 عاماً. وكانت نسبة 23.9% من القاطنين تحت سن الثامنة عشر، وكانت نسبة 7.8% بين الثامنة عشر والرابعة والعشرين عاماً، ونسبة 24.7% كانت واقعةً في الفئة العمرية ما بين الخامسة والعشرين والرابعة والأربعين عاماً، ونسبة 22.5% كانت ما بين الخامسة والأربعين والرابعة والستين، ونسبة 14.2% كانت ضمن فئة الخامسة والستين عاماً فما فوق. يوجد لكل 100 أنثى 86.0 ذكر، ويوجد لكل 100 أنثى في الثامنة عشر من عمرها فما فوق 80.1 ذكر.
بلغ متوسط دخل الأسرة في المدينة 29,617 دولارًا، أما متوسط دخل العائلة فبلغ 36,296 دولارًا. وكان متوسط دخل الذكور 27,951 دولارًا مقابل 21,326 دولارًا للإناث. وسجل دخل الفرد الخاص بالمدينة 15,733 دولارًا. وكانت نسبة 14.1% من العائلات ونسبة 19% من السكان تحت خط الفقر، وكان من هؤلاء نسبة 28.6% تحت سن الثامنة عشر ونسبة 17.5% في الخامسة والستين من العمر وما فوق.

### تعداد عام 2010
بلغ عدد سكان تالاديغا 15,676 نسمة بحسب تعداد عام 2010، وبلغ عدد الأسر 5,719 أسرة وعدد العائلات 3,722 عائلة مقيمة في المدينة. في حين سجلت الكثافة السكانية 236.5 نسمة لكل كيلومتر مربع (612.5/ميل2). وبلغ عدد الوحدات السكنية 6,611 وحدة بمتوسط كثافة قدره 99.8 لكل كيلومتر مربع (258.5/ميل2).
وتوزع التركيب العرقي للمدينة بنسبة 47.70% من البيض و48.73% من الأمريكيين الأفارقة و0.29% من الأمريكيين الأصليين و0.48% من الأمريكيين ذوي الأصول الآسيوية و0.01% من سكان جزر المحيط الهادئ و1.56% من الأعراق الأخرى و1.24% من عرقين مختلطين أو أكثر و3.37% من الهسبانيون أو اللاتينيون من أي عرق.
بلغ عدد الأسر 5,719 أسرة كانت نسبة 32.8% منها لديها أطفال تحت سن الثامنة عشر تعيش معهم، وبلغت نسبة الأزواج القاطنين مع بعضهم البعض 36% من أصل المجموع الكلي للأسر، ونسبة 23.9% من الأسر كان لديها معيلات من الإناث دون وجود شريك، بينما كانت نسبة 5.2% من الأسر لديها معيلون من الذكور دون وجود شريكة وكانت نسبة 34.9% من غير العائلات. تألفت نسبة 30.9% من أصل جميع الأسر من عدة أفراد يعيشون في نفس المنزل ونسبة 12% كانت تتألف من شخص يعيش بمفرده يبلغ من العمر 65 عاماً أو أكثر. وبلغ متوسط حجم الأسرة المعيشية 2.40، أما متوسط حجم العائلات فبلغ 2.96.
بلغ العمر الوسطي للسكان 37.4 عاماً. وكانت نسبة 23.2% من القاطنين تحت سن الثامنة عشر، وكانت نسبة 10.8% بين الثامنة عشر والرابعة والعشرين عاماً، ونسبة 25.6% كانت واقعةً في الفئة العمرية ما بين الخامسة والعشرين والرابعة والأربعين عاماً، ونسبة 25.9% كانت ما بين الخامسة والأربعين والرابعة والستين، ونسبة 14.5% كانت ضمن فئة الخامسة والستين عاماً فما فوق. وتوزع التركيب الجنسي للسكان بنسبة 48.7% ذكور و51.3% إناث.

## المناخ
يظهر الجدول التالي التغييرات المناخية على مدار السنة لتالاديغا:
{{بيانات منطقة مناخية
|Apr record high F=98|Apr avg record high F=87.3|Apr high F=75.8|Apr low F=48.9|Apr record low F=21|Apr avg record low F=31.5|Apr precipitation inch=4.70|Apr snow inch=0.1|Aug record high F=107|Aug avg record high F=97.5|Aug high F=90.8|Aug low F=67.3|Aug avg record low F=58.5|Aug record low F=46|Aug precipitation inch=4.21|Aug snow inch=0|Dec record high F=80|Dec avg record high F=72.3|Dec high F=57.2|Dec low F=34.9|Dec avg record low F=17.4|Dec record low F=0|Dec precipitation inch=4.84|Dec snow inch=0.2|Feb record high F=84|Feb avg record high F=75.2|Feb high F=59.4|Feb low F=35.4|Feb avg record low F=17.0|Feb record low F=-10|Feb precipitation inch=5.37|Feb snow inch=0.4|Jan record high F=80|Jan avg record high F=71.2|Jan high F=55.8|Jan low F=33.7|Jan avg record low F=13.8|Jan record low F=-5|Jan precipitation inch=5.20|Jan snow inch=1.0|Jul record high F=109|Jul avg record high F=98.2|Jul high F=91.3|Jul low F=68.0|Jul avg record low F=59.5|Jul record low F=48|Jul precipitation inch=4.90|Jul snow inch=0|Jun record high F=109|Jun avg record high F=96.6|Jun high F=89.5|Jun low F=64.6|Jun avg record low F=53.6|Jun record low F=39|Jun precipitation inch=4.38|Jun snow inch=0|Mar record high F=90|Mar avg record high F=82.0|Mar high F=67.6|Mar low F=42.3|Mar avg record low F=23.5|Mar record low F=6|Mar precipitation inch=6.44|Mar snow inch=0.4|May record high F=98|May avg record high F=92.0|May high F=83.0|May low F=56.9|May avg record low F=41.5|May record low F=32|May precipitation inch=3.96|May snow inch=0|Nov record high F=89|Nov avg record high F=79.7|Nov high F=65.8|Nov low F=40.1|Nov avg record low F=22.4|Nov record low F=5|Nov precipitation inch=3.82|Nov snow inch=0|Oct record high F=99|Oct avg record high F=87.5|Oct high F=76.5|Oct low F=49.7|Oct avg record low F=32.6|Oct record low F=23|Oct precipitation inch=2.85|Oct snow inch=0|Sep record high F=109|Sep avg record high F=94.6|Sep high F=86.2|Sep low F=61.9|Sep avg record low F=47.5|Sep record low F=35|Sep precipitation inch=3.42|Sep snow inch=0|year avg record high F=99.6|year avg record low F=10.4|precipitation colour=green|single line=Y| location = تالاديغا
|width=auto

## أعلام
- ويليام مانويل جونسون
- روبرت سميث فانس
- تينسلي ر. هاريسون
- بيني سوين
- أرت ديكاتور
- مولي إيفيلين مور ديفيس
- دبليو. أوبري توماس